# Tarajos leguán
A tarajos leguán (Brachylophus vitiensis) a hüllők (Reptilia) osztályába a  pikkelyes hüllők (Squamata) rendjébe a gyíkok (Sauria) alrendjébe és a leguánfélék (Iguanidae) családjába tartozó faj.

## Előfordulása
A Fidzsi-szigetek területén honos.